# Telen (kulle i Antarktis)
Telen är en kulle i Antarktis. Den ligger i Östantarktis. Norge gör anspråk på området. Toppen på Telen är 13 meter över havet.
Terrängen runt Telen är kuperad åt sydost, men åt nordväst är den platt. Havet är nära Telen åt nordväst. Trakten är obefolkad. Det finns inga samhällen i närheten. 